# Littlethorpe (Leicestershire)
Littlethorpe – wieś w Anglii, w hrabstwie Leicestershire. Leży 9 km na południowy zachód od miasta Leicester i 139 km na północny zachód od Londynu.

## Współpraca
Miejscowość partnerska:
- Genappe, Belgia